# Synth.nl

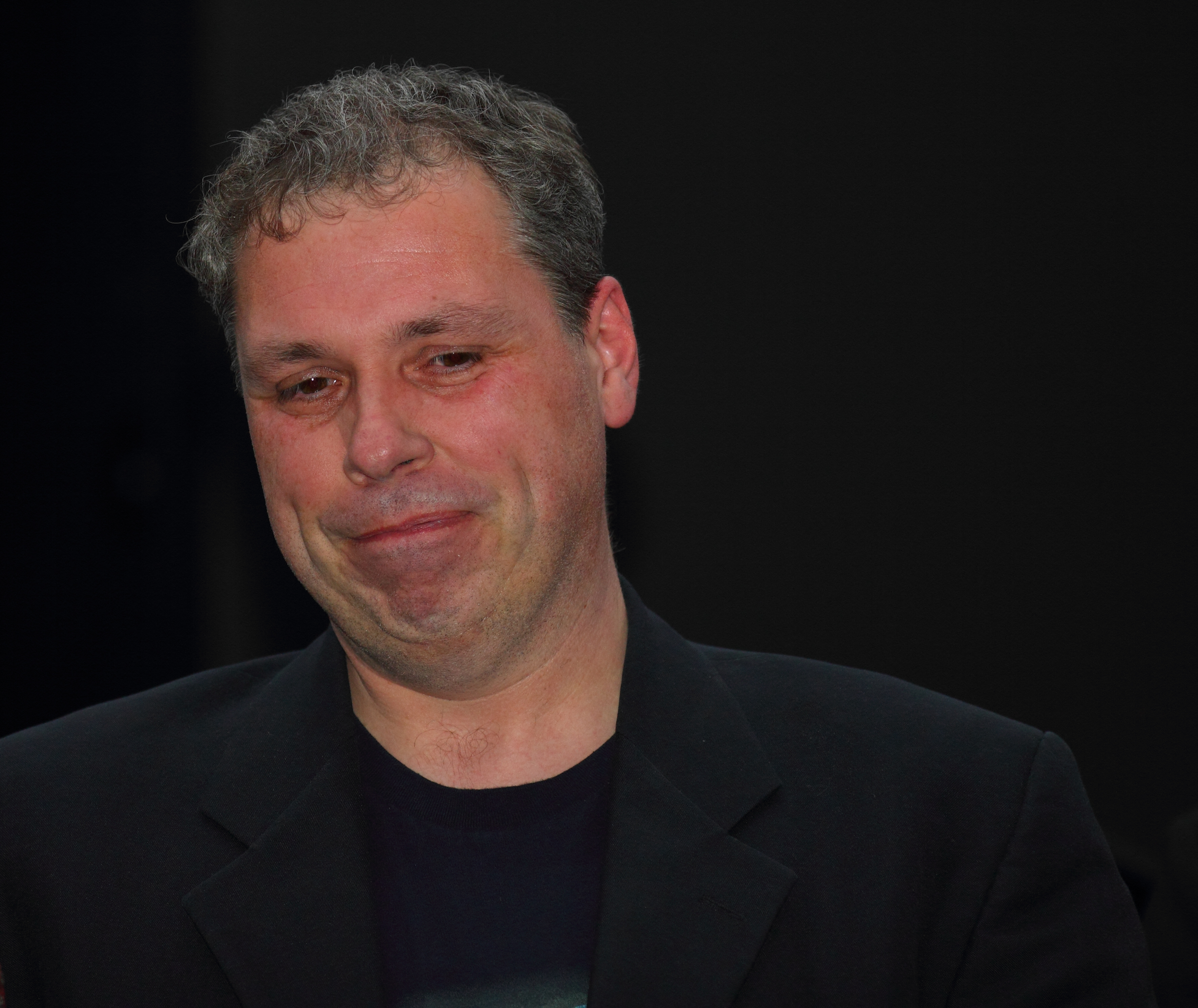

Synth.nl is een Nederlandse muziekgroep, die slechts uit één man bestaat, Michel van Ossenbrugge.
Van Ossenbrugge (1969) begon zijn loopbaan in de automatisering, geïnspireerd door de film WarGames. Hij repareerde onder meer Commodore 64-pc’s en raakte steeds meer betrokken bij IT-wereld. In Nederland is hij een van de weinigen die gebruikmaakt van het bulletin board system (BBS), een voorloper van internet. Gedurende zijn loopbaan raakte hij steeds meer gefascineerd door de elektronische muziek met Jean-Michel Jarre en Vangelis als belangrijkste voorbeelden. Hij begon voornamelijk analoge synthesizers uit de jaren tachtig te verzamelen en begon langzaamaan muziek op te nemen. Dat kwam in een stroomversnelling toen hij een burn-out kreeg en in 2006 kennismaakte met Ron Boots van Groove Unlimited. Boots is zelf gespecialiseerd in elektronische muziek en Groove is een platenlabel in die niche. Synth.nl gaf enige albums uit via dat label en in 2010 kwam er een meer definitieve samenwerking tussen Van Ossenbrugge en Boots tot stand.
In 2011 staat op de rol een album over de reis resulterende in de eerste maanlanding.

## Discografie
- 2007: AeroDynamics
- 2008: AtmoSphere
- 2009: OceanoGraphy
- 2010: Refuge en verre (met Boots)
- 2011: Apollo (Synth.nl)
- 2013: Primitives (met Remy)

### Verzamelalbum
- 2011: Dutch masters (track 'Nachtwacht')